# Jens Langknivs Hule
Jens Langknivs Hule (deutsch Jens Langmessers Höhle  – auch Langdysse in der Ulvedal Plantage genannt) ist eine Megalithanlage, südlich des Aarestrupvej in der Ulvedalplantage. Sie liegt zwischen Karup und Kjellerup, südwestlich von Viborg in Jütland, in Dänemark. Sie stammt aus der Jungsteinzeit und wurde zwischen 3500 und 2800 v. Chr. von den Leuten der Trichterbecherkultur (TBK) errichtet. Neolithische Monumente sind Ausdruck der Kultur und Ideologie neolithischer Gesellschaften. Ihre Entstehung und Funktion gelten als Kennzeichen der sozialen Entwicklung.

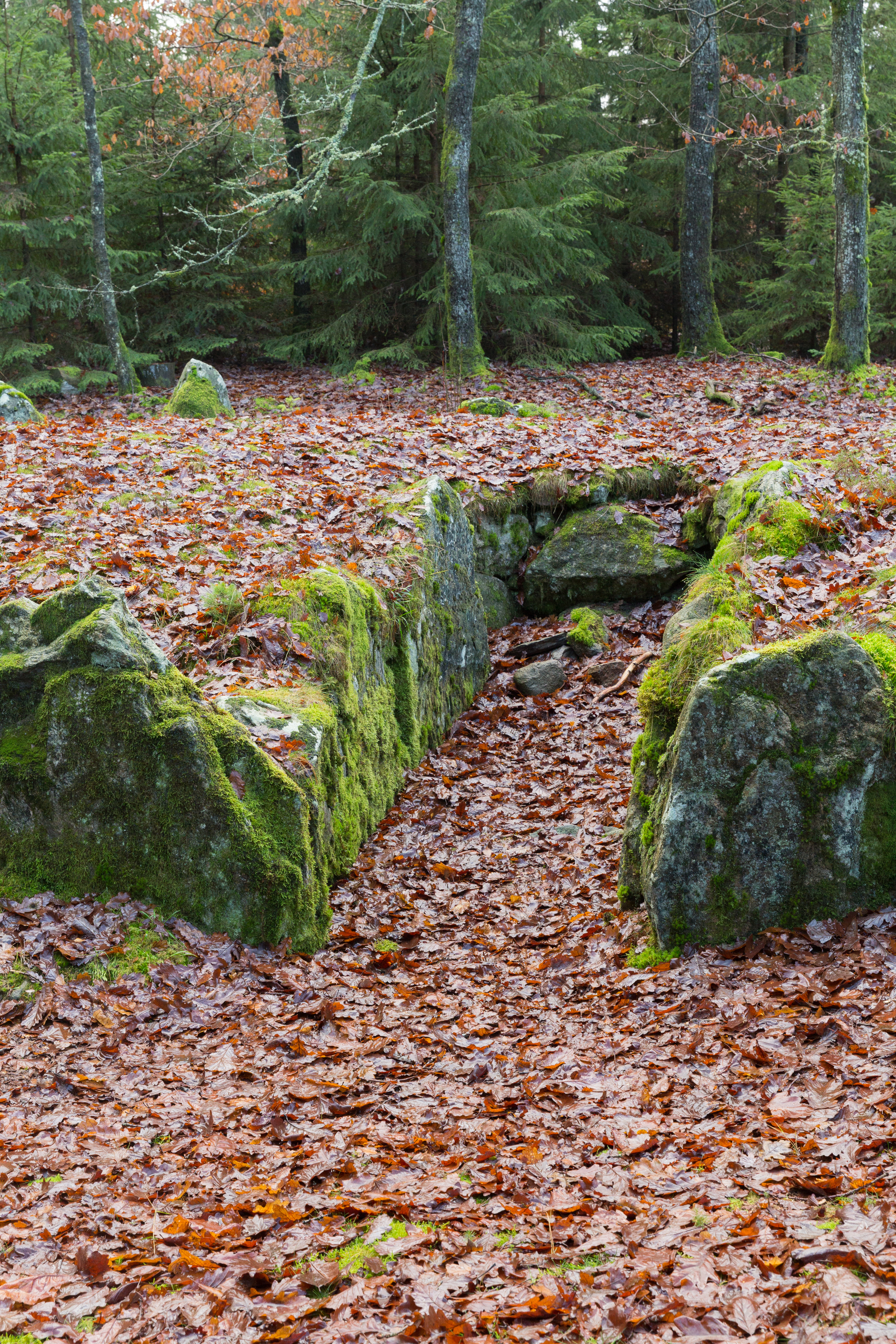
Ein Dolmen in Jens Langknivs Hule

## Beschreibung
Das Dänische Nationalmuseum erfasste das etwa 32,0 m lange Hünenbett erstmals in den 1870er Jahren. 1930 wurden eine umfassende Restaurierung in Angriff genommen, bei der die 7,5 m breite, Nordwest–Südost orientierte Anlage mit 66 Randsteinen ihre heutige Form erhielt. Sie schließt zwei Dolmen ein, von denen 14 Steine erhalten sind. Die beiden Dolmen liegen quer im Hünenbett und Schwellensteine trennen den Gang von der Umgebung und die Kammer vom Gang ab. Eine Kammer ist 2,3 m lang, 1,1 m breit und 1,2 m hoch. Sie besteht aus fünf Seitensteinen und dem Endstein. Die andere Kammer ist 2,4 m lang, 1,3 m breit und 1,2 m hoch. Sie besteht aus fünf Seitensteinen und dem Endstein. Von den Decksteinen ist nur noch einer übrig, der Rest ist vermutlich beim Straßen- oder Brückenbau verwendet worden. Die Einfassungssteine des Erdhügels haben unterschiedliche Höhen. Ungewöhnlich ist auch, dass die Zugänge der Kammern nach Norden weisen.
Bei der Ausgrabung wurden ein Feuersteindolch, ein paar Abschläge, Scherben und ein Bronzearmring gefunden.

## Legende von Jens Langkniv
Der Name geht auf Jens Langkniv („Langmesser“), einen sagenhaften jütischen Robin Hood zurück, der sich während des Dreißigjährigen Krieges im Gebiet um Viborg verbergen musste, weil er in Acht getan worden war. Er soll mit einem Wurfmesser bewaffnet gewesen sein, das vermittels einer Schnur nach dem Wurf zurückgezogen werden konnte. In den Dolmen hatte Jens vorübergehend Unterschlupf gefunden, weiß die Legende zu berichten. Auch eine Höhle im 20 km entfernten Kalksteinbruch Daugbjerg trgt den Namen Jens Langknivs Hule.